# Paul Skenes
Paul David Skenes (Fullerton, California, Estados Unidos; 29 de mayo de 2002) es un beisbolista profesional estadounidense. Juega en la posición de lanzador y actualmente milita en los Pittsburgh Pirates de las Grandes Ligas de Béisbol (MLB).
Jugó a nivel universitario en Air Force y LSU antes de ser seleccionado por los Pirates en la primera posición global del Draft de la MLB de 2023.

## Carrera

### Ligas Menores
En 2024 fue subido a los Indianapolis Indians de la International League.

### MLB

#### Pittsburgh Pirates
En mayo de 2024, los Pittsburgh Pirates anunciaron la incorporación de Skenes al equipo. Hizo su debut en la MLB el 11 de mayo ante los Chicago Cubs. Completó cinco entradas en las que logró siete strikeouts y permitió seis hits, tres carreras y un home run. A pesar de ello, los Pirates vencieron por 10-9. Fue elegido para disputar el All-Star de la MLB y el mánager Torey Lovullo lo nombró pitcher titular del equipo de la Liga Nacional.
Skenes terminó su primer año como profesional con unas estadísticas de 1.96 ERA, 0.95 WHIP, 170 strikeouts, 32 walks y un balance de 11-3 en veintitrés titularidades. Fue nombrado Rookie del Año de la NL y elegido para el primer equipo de la temporada de la MLB.